# هوارد جونز
هوارد جونز (بالإنجليزية: Howard W. Jones)‏ (و. 1910 – 2015 م) هو جراح، من الولايات المتحدة الأمريكية، ولد في بالتيمور، ماريلاند، توفي عن عمر يناهز 105 عاماً.

## التعليم
تعلم في كلية أمهرست.